# است‌سافت
است‌سافت (انگلیسی: ESTsoft) شرکت نرم‌افزار کره‌ای است، که در سال ۱۹۹۳ تأسیس شد.